# Dreiertarock
Dreiertarock ist eine uneinheitlich abgegrenzte, zusammenfassende Bezeichnung für Tarock-Spiele, die zu dritt gespielt werden. Der Begriff wird vor allem in Österreich verwendet für das Tapp-Tarock mit 54 Karten und für verwandte Spiele, die sich durch geringere Kartenzahl oder zusätzliche Regeln von diesem unterscheiden.
Dreiertarock war vor allem für einen Großteil des 19. Jahrhunderts in Österreich und Süddeutschland sehr populär. In Österreich wurde es in den meisten Regionen als wichtigstes Tarockspiel vor allem durch die Vierpersonenvariante Königrufen verdrängt.
Dreiertarock kann als Notlösung dienen, wenn eine der in Österreich populäreren Tarockvarianten für vier Spieler (vor allem Königrufen oder Neunzehnerrufen mit 54 Blatt, oder Zwanzigerrufen mit 40 Blatt) geplant war und einer der vier Spieler ausgefallen ist. Regional ist es jedoch auch die verbreitetste oder einzig gespielte Tarockvariante.
Im engsten Sinne kann mit Dreiertarock auch eine spezielle Variante mit 42 Karten gemeint sein, in Abgrenzung zu den anderen genannten mit eigenständigen Namen. Im weitesten Sinne umfasst der Begriff sämtliche Tarockvarianten für drei Personen, insbesondere die ältesten überlieferten Tarockformen mit 78 Karten und ohne Lizit, die heutzutage noch mit ähnlichen Regeln im Piemontesischen Tarock und in der Dreipersonenvariante des (im Normalfall zu viert gespielten) Schweizer Troccas gespielt werden.

## Tarockvarianten zu dritt
Nahe mit Tapp-Tarock verwandte Varianten inkludieren (54 Blatt, wenn nichts anderes angegeben):
- Illustriertes Tarock
- Point-Tarock (teils synonym mit dem vorigen verwendet, jedoch streng genommen eine davon verschiedene Spielweise)
- Dreipersonenvariante von Slowenischem Tarock (die Vierpersonenvariante ist nahe dem Königrufen verwandt)
- Dreierles, eine der Tarockvarianten in Baden
- Doppen, die Variante gespielt in Kirchberg am Wechsel
- Wiener Großtarock[2]
- Dreiertarock im engeren Sinne (42 Blatt)
- Einfaches Tarock zu dritt (40 Blatt)

Andere Tarockspiele zu dritt umfassen unter anderem:
- Großtarock
- Droggn
- Dreipersonenvariante von Französischem Tarock (normalerweise zu viert)
- Troggu (variable Spielerzahl von 3–8)